# Serapias politisii
Serapias politisii är en orkidéart som beskrevs av Jany Renz. Serapias politisii ingår i släktet Serapias och familjen orkidéer. Inga underarter finns listade i Catalogue of Life.